# 快速東京
快速東京（かいそくとうきょう）は、日本の男性4人組ロックバンド。

## 概要
2008年、多摩美術大学の学生同士で、学内のイベント「納涼祭」に出演するために結成。2010年、「FUJI ROCK FESTIVAL」の「ROOKIE A GO-GO」ステージに出演。2011年に1stアルバム『ミュージックステーション』、2012年には2nd『ロックインジャパン』をリリース。2013年、「RISING SUN ROCK FESTIVAL」「RUSH BALL」「BAYCAMP」などのロック・フェスに出演。同年、GoogleによるChrome Experiment 「World Wide Maze」のYouTubeトレーラー用キャンペーンソングに『8』が起用される。また、キリン「本搾りチューハイ 冬柑」のウェブCM映像にメンバーが出演。ボーカルの福田哲丸がディレクションも行い、ギターの一ノ瀬雄太がタイトルロゴのデザインを担当した。2014年、「ROCK IN JAPAN FESTIVAL」に出演。2015年、宮藤官九郎監督作品の映画『TOO YOUNG TO DIE! 若くして死ぬ』に「地獄の軽音楽部員」役として出演。

## メンバー
- 福田哲丸 （ふくだ てつまる）：ボーカル

1988年8月4日（36歳）。作詞担当。藤原一真、柳田将司とは同級生。クリエイティヴチームCEKAIのメンバーとしても活躍し、NHK Eテレ『ニャンちゅう!宇宙!放送チュー!』のアートディレクションや、NHK『LIFE!〜人生に捧げるコント〜』のトークセットデザインを手がけるなど、活動は多岐にわたる。
- 一ノ瀬雄太 （いちのせ ゆうた）：ギター

1986年生まれ、蠍座、A型、東京都出身。多摩美術大学グラフィックデザイン学科を卒業。雑誌『走るひと』のアートディレクターや、雑誌 『GINZA』デザインチームへの参加など、グラフィックデザイナーとしても活動している。メインギターはGibson SG。
- 藤原一真 （ふじわら かずま）：ベース
- 柳田将司 （やなぎた まさし）：ドラム

## ミュージックビデオ
| 監督                      | 曲名                                                               |
| 安田昂弘                  | 「コピー」「ドロドロ」「エレキ」「ライトニングスーパーフラッシュ」 |
| オオクボリュウ(animation) | 「かいじゅう」                                                     |
| 泉田岳・福田哲丸          | 「虫」「敏感ペットボトル PART2 feat.やけのはら」「メタルマン3」    |
| 木村太一                  | 「28」                                                             |
| 持田寛太                  | 「ホネホネ」                                                       |